# مغيزل (العراق)
مغيزل أو تل مغيزل منطقة عراقية في جنوب ناحية بصية في قضاء السلمان في محافظة المثنى في صحراء الدبدبة بالبادية العراقية جنوب العراق، وهي أرض مَكْمَأة، وبين بصية والرخيمية طريق مسافته 124 كيلومتراً، يبدأ مِن بصية إلى جدعة على يمين الطريق وبينهما 20 كيلومتراً، ومِن جدعة يمر بشعاب وظهور، منها ثغب ابن حلاف وكارة لية وخشمة بن حلاف وظهور الصلحيات والبطية ومغيزل إلى الرخيمية. ومغيزل منطقة ذات ألغام من مخلفات معركة أم المعارك سنة 1991. قال أحمد حمدان نائب منظمة حماية البيئة “المخلفات الحربية تعود إلى القصف الأميركي والتحالف الدولي لعام 1991، إذ تعرض نحو 4 آلاف شخص إلى القتل أو الإعاقة منذ تاريخ القصف إلى اليوم”. وكان فيها مخزن فرعي للعلف منذ أوائل السبعينات.

## محاولة غزو الإخوان سنة 1929

موقع مغيزل وبقربه البطية بالعراق وتقابلهما جليدة بالسعودية

قال غلوب باشا مدير شرطة البادية العراقية "وسرعان ما انطلقت قبائلنا فاندفعت في شهر تشرين الثاني نحو الحدود، كنا ملزمين بأن نسير مع هذه القبائل ولذلك خيمنا في موقع المغيزل في الرأس الشمالي للمنطقة المحايدة وبالإضافة إلى تنظيم القبائل العراقية وإعدادها للعمل طبقاً لأاوامرنا سعيتُ إلى تحقيق نظام التجسس الذي كنتُ أشرف عليه بمدى واسع داخل أراضي الإخوان ذاتها وبذلك أصبح جواسيسي الآن يأتونني بالأنباء بصفة اعتيادية من المخيمات التابعة للإخوان...في اليوم السابع عشر من شهر شباط سنة 1929 جاءني أحد الجواسيس الذين اعتمدُ عليهم بمعلومات مفصلة، كان فيصل الدويش رئيس قبيلة مطير يتقدم ضدنا بالآلاف من راكبي الإبل وأنه قرر أن يهاجمنا في فجر اليوم العشرين من شهر شباط...وعلى إثر ذلك أرسلتُ كل السيارات إلى كل القبائل العراقية بأن تتجمع حول مخيم شرطتنا في البطية، وضعنا خطط المعركة مع هذه القبائل بكل عناية وإذ ذاك تجمعت القبائل على الفور وفي اليوم التاسع عشر من شهر شباط كانت كل القبائل العراقية قد تمركزت في خط صلب مع وجود ساتر من شرطة الصحراء وسط ذلك الخط..في فجر اليوم العشرين من الشهر كنا ننتظر هجوم ألوف كثيرة من راكبي الإبل المُغيرين، غيرَ أن شيئاً من ذلك لم يحدث، ولقد مضت ثلاثة أيام قبل أن نسمع بأن فيصل الدويش قد وصل فعلاً إلى الموقع في ليلة التاسع عشر-العشرين من شباط...ففي منتصف تلك الليلة وصلَ ابن الدويش إلى جليدة في المنطقة المحايدة على بعد حوالي خمسة وثلاثين ميلاً من موقعنا الذي حسبنا بأنه سوف يهاجمه عند الفجر، كان قد اتخذ الحذر لوضع جاسوس في مخيمنا سوف يلتقي معه عند منتصف الليل عند جليدة ولقد أفهَمَهُ ذلك الجاسوس بأن جميع القبائل قد تهيأت للمعركة، لم يكن فيصل الدويش بالطبع قد عرف بأن القوة الجوية البريطانية رفضَت مساعدتنا وبناء على ما أنبأه به جاسوسه وجدَ أن إقدامه على القيام بالهجوم سوف يكون محفوفاً جداً بالمخاطر ولذلك انسحب نحو الجنوب، يستحيل على المرء (بعد مرور خمسين عاماً) أن يتحقق من نوعية هذا الحادث الممزق الذي كان يقع في الصحراء، ذلك لأن الإخوان قد اعتادوا طيلة عشر سنوات النهب والقتل في كل أنحاء الصحارى الجنوبية للعراق، أما الآن فإنهم على حين غرة قد تراجعوا عن تلك الأعمال بصفة مشينة ولم يكن مثل هذا الحادث ليبدو بأنه شيء أقل من معجزة".
وقال غالب العتيبي في كتابه (المملكة العربية السعودية) "إلا أن الإخوان كانوا يطالبون بالجهاد وفتح العراق وهذا ما رفضه عبد العزيز رفضاً قطعياً وقد كان هدف الإنجليز واضحاً وهو إسقاط هيبة دولة عبد العزيز وإشعال الفتنة بينه وبين الإخوان وقد كان هدف الإنجليز واضحاً وهو إسقاط هيبة دولة عبد العزيز وإشعال الفتنة بينه وبين الإخوان مما يزيد التمرد والعصيان، وهذا ما حصل فقد تحركت أفواج المجاهدين من عتيبة ومطير والعجمان بقيادة الدويش للهجوم على «مغيزل» على حدود العراق مما جعل الملك عبد العزيز يسرع بوضع الدويش تحت الإقامة الجبرية وتكليف أمير حائل بمراقبة الحدود وبالتالي استطاع الملك عبد العزيز بدهاءه وفطنته منع الإخوان من الإنجراف وراء استفزازات العراقيين ومن ورائهم الإنجليز لإحداث البلبلة في صفوف الإخوان وشق عصا الطاعة".